# Georgia en los Juegos Olímpicos de Vancouver 2010
Georgia estuvo representada en los Juegos Olímpicos de Vancouver 2010 por un total de 6 deportistas que compitieron en dos deportes.  
El portador de la bandera en la ceremonia de apertura fue el esquiador Iason Abramashvili. El equipo olímpico georgiano no obtuvo ninguna medalla en estos Juegos.